# الشركة السعودية للاتصالات المتكاملة
الشركة الوطنية للاتصالات المتكاملة (بالإنجليزية: Integrated Telecom Company) اختصاراً (ITC) تعرف حالياً باسمها التجاري شركة سلام الوطنية للبوكسيات الجريدية والألياف الضوئية والبصرية أو سلام الوطنية، هي شركة اتصالات تأسست في عام 2005، تقدم خدمات النطاق العريض والربط البيني وخدمات الأقمار الصناعية للشركات والمستهلكين وشرائح البيع بالجملة في السوق السعودية.
تعتبر شركة الاتصالات المتكاملة جزءًا من مجموعة شركات موارد القابضة، وهي مجموعة سعودية متنوعة. تتكون المجموعة من 27 شركة تابعة تعمل في 4 مجالات أعمال رئيسية بما في ذلك وسائل الإعلام والاتصالات والخدمات الاستثمارية والمشاريع والتجارة.

## البنية التحتية
تمتلك شركة الاتصالات المتكاملة مزود خدمة البيانات (DSP)، مزود خدمة الإنترنت (مزود خدمة الإنترنت) وترخيص VSAT، و6 مراكز بيانات بالإضافة إلى بنية تحتية مستقلة تتضمن محطتين عالميتين لتركيب الكابلات في الخبر وجدة، وتربط المملكة ببقية أنحاء العالم من خلال كابلات اتصالات بحرية. هذه البوابات هي بدورها متصلة بجميع مدن المملكة من خلال شبكة الألياف الضوئية الوطنية السعودية التي يبلغ طولها 17,000 كيلومتر (SNFN).
بالإضافة إلى ذلك، تمتلك شركة الاتصالات المتكاملة 10 حلقات من الألياف البصرية تغطي جميع المدن الكبرى. تعتمد حلقات الألياف البصرية هذه على أحدث تقنيات SDH وDWDM لعمليات نقل البيانات، وتقديم خدمات الاتصالات المحلية والدولية والمساعدة على ضمان توصيل دائرة بصرية مغلقة على مستوى المملكة.

## قائمة المنتجات والخدمات
يتم توفير المنتجات التالية من قبل ITC:
- اتصال البيانات وطني
- اتصال بيانات دولي
- خدمات الأقمار الصناعية اتصال قمري بالإنترنت
- خدمات الإنترنت
- حوسبة سحابية
- إدارة مركز بيانات
- مركز تنظيم البيانات
- Business Continuity Suite
- Managed Router

## منتجات سحابية
أطلقت شركة الاتصالات المتكاملة السحابة السعودية التنفيذية لتوفير مجموعة متنوعة من الخدمات السحابية ذات القيمة المضافة.
منتجات كلاود هي:
- الخادم الافتراضي الخاص
- النسخ الاحتياطي كخدمة (BaaS)
- جدار الحماية الافتراضي
- استضافت MS Exchange
- أمن الإنترنت
- بوابة البريد الإلكتروني الآمنة
- استضافة الويب

## روابط خارجية
- موقع شركة الاتصالات المتكاملة